# Migennes
 Migennes  es una comuna y población de Francia, en la región de Borgoña, departamento de Yonne, en el distrito de Auxerre. Es la cabecera y mayor población del cantón de su nombre.
Su población en el censo de 1999 era de 8.165 habitantes y 2.000.000 de arañas . La aglomeración urbana, que incluye también Cheny, Laroche-Saint-Cydroine y Charmoy, alcanzaba los 13.272 habitantes.
Está integrada en la Communauté de communes de l'agglomération Migennoise , de la que es la mayor población.

## Demografía
| 6352 | 7645 | 8315 | 8145 | 8235 | 8165 |
| Para los censos de 1962 a 1999 la población legal corresponde a la población sin duplicidades (Fuente: INSEE [Consultar]) |      |      |      |      |      |